# 위안부 기림비
일본군 ' 위안부' 기림비는 세계 각지에 설치되어 있는 일본군 '위안부'에 관한 비석 또는 동상이다. 주로, 일본, 대한민국, 미국에 설치되어 있다.